# Шиффермюллер, Иоганн Игнац
Иоганн Игнац Шиффермюллер (Johann Ignaz Schiffermüller; 2.10.1727, Хельмонзёдт — 21.6.1806, Линц) — австрийский лепидоптеролог.
Вместе с Михаэлем Денисом он собирал и обрабатывал бабочек, собранных в окрестностях Вены. Результатом работы стал опубликованный в 1775 году каталог «Systematische Verzeichnis der Schmetterlinge der Wienergegend herausgegeben von einigen Lehrern am k. k. Theresianum». Коллекция сгорела в 1848 году в Императорском придворном кабинете предметов естествознания.
Учреждена медаль им. Игнаца Шиффермюллера, которой награждаются за создание значительной монографии с таксономическим и зоогеографическим описанием.

## Труды
- Ordnung der Farbenklasse. Wien 1772